# Breel Embolo
Breel Donald Embolo (ur. 14 lutego 1997 w Jaunde) – szwajcarski piłkarz kameruńskiego pochodzenia, występujący na pozycji napastnika we francuskim klubie AS Monaco oraz w reprezentacji Szwajcarii. Uczestnik Mistrzostw Europy 2016, 2020 i 2024 oraz Mistrzostw Świata 2018 i 2022.

## Kariera klubowa
Swoją karierę piłkarską Embolo rozpoczął w klubie FC Nordstern z Bazylei. Trenował w nim w latach 2006–2008. W latach 2008–2010 był zawodnikiem juniorów klubu BSC Old Boys. W 2010 roku podjął treningi w FC Basel. Grał w nim w rezerwach, a 16 marca 2014 zadebiutował w pierwszym zespole w Swiss Super League w wygranym 5:0 domowym meczu z FC Aarau. W 85. minucie tego meczu zmienił Sereya Dié, a w 89. minucie zdobył gola. W sezonie 2013/2014 wywalczył z Basel mistrzostwo Szwajcarii. W sezonie 2014/2015 stał się podstawowym zawodnikiem. Sięgnął z nim po drugi z rzędu tytuł mistrza kraju.

## Kariera reprezentacyjna
Embolo grał w młodzieżowych reprezentacjach Szwajcarii. W reprezentacji Szwajcarii zadebiutował 31 marca 2015 w zremisowanym 1:1 towarzyskim meczu ze Stanami Zjednoczonymi, rozegranym w Zurychu. W 56. minucie tego meczu zmienił Josipia Drmicia.

## Sukcesy

### FC Basel
- Mistrzostwo Szwajcarii: 2013/2014, 2014/2015, 2015/2016

### Indywidualne
- Król strzelców Pucharu Szwajcarii: 2014/2015 (6 goli)

### Wyróżnienia
- Piłkarz roku w Szwajcarii: 2015[1]
- Piłkarz sezonu Swiss Super League: 2015/2016[2]
- Drużyna sezonu Swiss Super League: 2015/2016